# Allensbach (stacja kolejowa)
Allensbach – przystanek kolejowy w Allensbach, w kraju związkowym Badenia-Wirtembergia, w Niemczech.
| Allensbach                    |  |                         |
| Linia Hochrhein               |  |                         |
| Markelfingenodległość: 5,7 km |  | Hegne odległość: 2,5 km |